# Nötsch im Gailtal
Nötsch im Gailtal é um município da Áustria localizado no distrito de Villach-Land, no estado de Caríntia.